# Юбры
Ю́бры — деревня в Ретюнском сельском поселении Лужского района Ленинградской области.

## История

### До XIX века
Впервые упоминается в писцовых книгах Шелонской пятины 1498 года, как деревня Юбра на реке Могленке в Которском погосте Новгородского уезда.

### XIX век — начало XX века
Деревня Юбра обозначена на карте Санкт-Петербургской губернии Ф. Ф. Шуберта 1834 года.

ЮБРЫ — деревня, принадлежит: ротмистру Ивану Неплюеву, число жителей по ревизии: 30 м. п., 32 ж. п.

полковнику Павлу и капитан-лейтенанту Николаю Саполовичёвым, число жителей по ревизии: 5 м. п., 5 ж. п.

Ведомству Ораниенбаумского дворцового правления, число жителей по ревизии: 33 м. п., 32 ж. п. (1838 год)

Как деревня Юбра она отмечена на карте профессора С. С. Куторги 1852 года.

ЮБРЫ — деревня господ Неплюева, Сополовичёвых и Ведомства Государственного Имущества, по просёлочной дороге, число дворов — 17, число душ — 34 м. п. (1856 год)

ЮБРЫ — деревня казённая и владельческая при ключах, число дворов — 21, число жителей: 68 м. п., 52 ж. п. (1862 год)

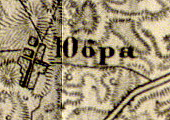
Деревня Юбры на карте 1863 года

Согласно карте из «Исторического атласа Санкт-Петербургской Губернии» 1863 года деревня называлась Юбра.
В XIX веке деревня административно относилась ко 2-му стану Лужского уезда Санкт-Петербургской губернии, в начале XX века — к Поддубской волости 4-го земского участка 4-го стана.
По данным «Памятной книжки Санкт-Петербургской губернии» за 1905 год деревня Юбры входила в Витовское сельское общество.

### 1917 — 1991 годы
С 1917 по 1923 год деревня Юбры входила в состав Юберского сельсовета Поддубской волости Лужского уезда.
С 1923 года, в составе Мокровского сельсовета Городецкой волости.
С 1924 года, в составе Парищского сельсовета.

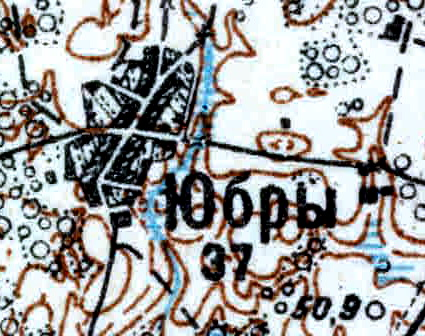
Деревня Юбры карте 1926 года

Согласно топографической карте 1926 года деревня насчитывала 37 крестьянских дворов.
С 1927 года, в составе Лужской волости, а затем Лужского района.
С 1928 года, в составе Поддубского сельсовета. В 1928 году население деревни Юбры составляло 126 человек.
По данным 1933 года деревня Юбры входила в состав Поддубского сельсовета Лужского района.
C 1 августа 1941 года по 31 января 1944 года деревня находилась в оккупации.
В 1958 году население деревни Юбры составляло 52 человека.
По данным 1966 года деревня Юбры также входила в состав Поддубского сельсовета.
По данным 1973 года деревня Юбры входила в состав Шильцевского сельсовета>.
По данным 1990 года деревня Юбры входила в состав Ретюнского сельсовета.

### 1991 год — настоящее время
По данным 1997 года в деревне Юбры Ретюнской волости проживали 4 человека, в 2002 году — 6 человек (все русские).
В 2007 году в деревне Юбры Ретюнского СП проживали 6 человек.

## География
Деревня расположена в южной части района на автодороге 41К-668 (Ретюнь — Поддубье).
Расстояние до административного центра поселения — 13 км.
Расстояние до ближайшей железнодорожной станции Серебрянка — 12 км.
Близ деревни протекает река Моглинка.

## Демография
| 1862 | 2007 | 2010 | 2017 |
| ---- | ---- | ---- | ---- |
| 120  | ↘6   | ↗7   | →7   |

## Улицы
Полевая.